# Nederlandse volksdans

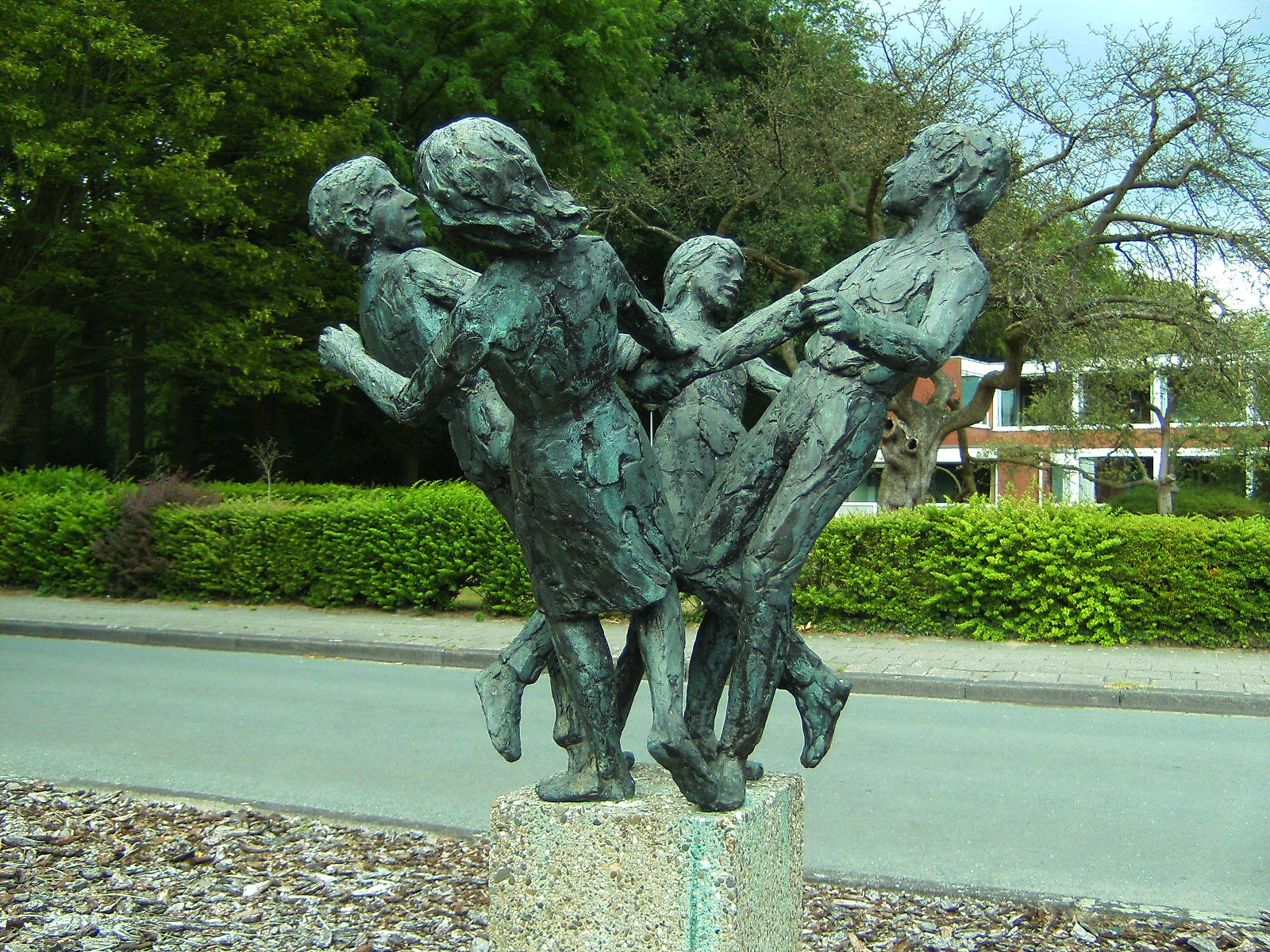
Volksdans, gemeenschapshuis Schalkhaar

Nederlandse volksdansen zijn de in meer of mindere mate traditionele dansen zoals die vroeger (voor de tijd van de radio) in Nederland door het volk uitgevoerd werden. Tegenwoordig worden er nog steeds volksdansen bijgemaakt. Het betreft dan nieuwe dansen (patronen) die gebruikmaken van de stijl van de authentieke dansen, op oude of nieuw gecomponeerde volksmuziek.
Nederlandse volksdans wordt door velen geassocieerd met klompendansen. Wie weleens op klompen heeft proberen te dansen weet dat dat in de praktijk bijzonder veel beperkingen voor soepel bewegen met zich meebrengt. Men danste soms wel op klompen, maar meestal danste men op schoenen.
In de oostelijke provincies werden de oude dansen, zoals ze wel genoemd werden, nog tot ver in de twintigste eeuw gedanst. Bekende dansen waren de Driekusman, de Hoksebarger of wat modernere dansen als de Veleta, de Kruispolka en de Spaanse Wals. Die dansen werden begeleid door een speelman die dansen meenam uit het aangrenzende Duitsland (Westfalen, Nedersaksen). Speellieden speelden meestal viool, maar na 1900 meestal trekzak of weer later accordeon.
In de vissershavens langs de Noordzeekust en de voormalige Zuiderzee, bijvoorbeeld in Friesland, danste men dansen als de Skotse Trije, Skotse Fjouwer, Horlepiep, Hakke Toone, of Gort met Stroop, dansen die sterk beïnvloed waren door dansen uit Schotland en Engeland.
Nederlandse volksdansgroepen zijn ruwweg in drie categorieën onder te brengen:
- De folkloristen verenigd in Federatie van Folkloristische Groepen in Nederland, houden strikt vast aan de dansen, muziek en kleding van voor ca. 1910, waarbij zo goed mogelijk alle details van de folklore zoals die rond 1910 gehandhaafd blijven. Zij beperken zich tevens tot streekgebonden dansen en kostuums.
- Een tiental groepen probeert enerzijds zo authentiek mogelijk alleen dansen uit geheel Nederland te brengen, anderzijds ook de kostuums van geheel Nederland te presenteren. De belangen van deze groepen worden behartigd door de Stichting Platform Nederlandse Folklore.
- De overige groepen dansen naast traditionele Nederlandse volksdansen vooral internationale dansen. Sommige groepen zijn gespecialiseerd en dansen alleen dansen uit bijvoorbeeld Zuid-Amerika of Engeland. Weer andere groepen hebben een meer internationaal (waaronder ook Nederlands) repertoire waarbij vooral de Balkanlanden (in ruime zin) in trek zijn (Bulgarije, Armenië, voormalig Joegoslavië). De internationale dansgroepen, of groepen voor werelddans, waren in de zeventiger jaren zeer populair bij jongeren.

Een nieuwe ontwikkeling in Nederland sinds het laatste decennium van de 20e eeuw is de uit Vlaanderen overgewaaide balfolk; hier gaat het niet zozeer om dansgroepen, als wel om open dansavonden met eenvoudig aan te leren dansen uit Noordwest-Europa. Vooralsnog worden hier vrijwel geen specifiek Nederlandse volksdansen gedanst.

## Lijst van dansen
Rondedansen
- De Baanopsteker (De boanopstekker)
- De Blaauwe boer. Een nieuwe dans  van Elsche Korf (1988), op de melodie uit boerenlietjes en contradansen.
- De Almelose kermis / De kermisdans

Polka's
- Onze broeder Lazarusen
- Lot is dood:
- Polka saluwee: Een kempense polka.
- De Slaapmuts
- Hakke Toone: Een hakkenpolka. Uit Oude Nederlandsche Volksdansen, bundel 2, geschreven door A. Sanson-Catz en A. de Koe.
- Kruispolka
- Hofpolka / Zevensprong: De naam 'hofpolka' vinden we terug in het handschrift van Andries Kiers en is als dans beschreven door Jan Kloetstra.

Schotsen
- De Schotse drie (Skotse trije): Was oorspronkelijk een driemansdans. Over zijn ontstaan is men het niet eens.In Friesland werd hij rond 1900 verdrongen door de Fryske Skots.
- De Schotse vier (Skotse fjouwer) of Rieldans.
- De Zeeuwse Schots: Verwant met de Skotse Trye, sterk verwant met de Deense Tre Mands Reel. De uitzwaaipas is vermoedelijk een vereenvoudigde rielpas
- De Gardevil: een schots uit de kempen.
- Boerenschots: B. Veurman en D. Bax geven in ‘Liederen en dansen uit West-Friesland’ (1944) drie melodieën en een beschrijving van de Boerenschots. Volgens Marco Bos en Kees Notenboom in ‘Dansen uit Noord-Holland’ is dit een typisch Westfriese dans.
- Hakkenschots: Volgens Aenne Goldschmidt verschijnt de ‘Hackschottisch’ in de eerste helft van de 19e eeuw als afwijking en verdere ontwikkeling van de ‘Schottisch’. Line Tiggers-Hoven vermeldt de dans als 'Boemelschots (Moeder Wies)' , Willemien Brom-Struick vermeldt de dans eveneens als 'Boemelschots'
- Keperenschots: Een nieuw gemaakt schots door Hans Keuper.
- Dubbele Vier: Een dans afkomstig uit West-Friesland die sterk lijkt op de Friese 'Skotse Trije' en waarbij ook een vergelijkbare melodie wordt gespeeld.
- Leeuwarderschots (Ljouwerter Skots), een dans gemaakt door Cor Hogendijk ter gelegenheid van de ‘Skotse dei’ (=Schotse dag) op 17 november 1984. De muziek (schots) is afkomstig uit het handschrift van Andries Kiers (1864).

Mazurka's
- Jan  Pierewit
- Molenmazurka: Een oogstfeestdans uit de kempen.
- Ouwe mazurka
- Nije mazurka
- Voorjaarsmazurka
- Henriks mazurka
- Mazurka Schagen, Mazurka Terschelling, Mazurka van Wijdenes

Menuets
- Hoksebarger: Een boerenmenuet. Oorspronkelijk een elitaire hofdans, overgegaan in een boerse volksdans. Van oorsprong een menuet met wandelpassen en sierlijke begroetingen. De dans is waarschijnlijk vanuit Duitsland naar Oost Nederland gekomen.
- Menuet van Tongeren.

Kontradansen
- Gort met stroop
- Overijsselse kontradans
- Blauw garen en koperdraad: een nieuw verzonnen dans van Marita Kruijswijk op de melodie uit boerenlietjes en contradansen.
- De Matelot of Madlot

Quadrille / Kadril
- Lansiers kadril
- Keppelse Quadrille / boeren quadrille
- Kempense Kadril
- De Dreeierd/ De Draaierd: Een quadrille genoemd naar de draaifiguur die in de dans voorkomt. De Dreeierd is waarschijnlijk ooit aangeleerd door dhr. H.J. de Rooy, †1939 (Hendrik-Jan Eume, dansleider afkomstig uit Gorssel).
- Gelderse Boerendans: Een quadrille, waarschijnlijk uit de Napoleontische tijd.
- Peerdensprong of Carré

Horlepiep (Hornpipe)
- De Boerenplof
- De Hollandsche horlepiep
- Utrechtse horlepiep

Wals
- IJswals
- Klepperwals
- Spaanse wals: Muziek: 'Valse-Basque' van Wittman. Choreograaf onbekend. De dans is waarschijnlijk ontstaan tussen 1905 en 1910. De dans lijkt heel erg op de ‘Academie-wals’ van J. Koopman uit Rotterdam.
- Beukenwals: Dans van Elly Olderaan (2002). Muziek: Wals (no. 20) uit het handschrift van Jacob Pieters Beukema, schoolonderwijzer te Leens (1782-1859),
- Donauwals: Een groot deel van de muziek is terug te vinden als 'Accordeonbetovering', een stemmingswals met muziek van Henk Langerak en een tekst van Dico van de Meer (1945). Ook bekend als: Berkelwals, Dinkelwals, Reggewals, Schipbeekwals, Slingewals etc.
- Donnawals: De ‘Prima Donna Wals’ is een reconstructie van Jan Kloetstra op de muziek ‘Prime Donne Wals’ uit het handschrift van Andries Kiers.
- Rozenwals: Een oude figuurwals, soms met een afwijkend aantal maten: 28 in plaats van de gebruikelijke (4X8=) 32 maten.

Diverse dansen:
- Achttoer: De dans komt oorspronkelijk uit Noorwegen en heet daar ‘Åttetur’ of ‘Åttetur frå Asker’. In 1954 verscheen de dans in het boekje ’25 Scandinavische volksdansen’ verzameld door dansleider /muzikant Jo Christe. Via de Rotterdamse dansleidster Nel Stolk en mevrouw C. Olieslag-Derksen (tante Stien) is de dans in een aangepaste vorm naar Oost-Nederland gekomen.
- Höfsche Karmse,
- De Vleegerd.
- Luksie over die Hei
- Jan smid / Jan smed / De smid
- Mieke Stout
- Deindans
- Boerencarré/ Mie Katoen: een Noord-Brabantse dans.
- De  Driekusman / Trek maar aan het touwtje
- Riepe, riepe, garste: Een werfdans.
- Malbroek
- Wilhelmusdans
- Het Molentje
- Het afklappertje: Een dans uit Terschelling op de melodie van 'Boer wat zeg je van mijn kippen?'.
- Draaiende wieken: Een dans voor acht paren waarbij in de loop van de dans een binnen- en buitenring wordt gevormd en aan het eind gezamenlijk een stervorm: de draaiende wieken.

Dansen met attributen: (Met name uit Vlaanderen)
- Stokkendansen
- Steltendansen
- Bezemdansen

## Voorbeelden

### Riepe garste
Riepe garste (rijpe gerst) is een oogstdans uit Oost-Nederland. De dans is op zichzelf vrij simpel. Eerst is er een klapfiguur, daarna dansen de paren.
Het bijbehorende liedje is als volgt: 
Riepe, riepe garste, zult wiele goan meien,
kotte kotte stöppelkes, zult wiej loaten stoan,
Jonge, jonge maekes, zult wiele goan vriejen,
Olde, olde knorrepötte, zult wiej loaten stoan.